# Kráter věčné tmy

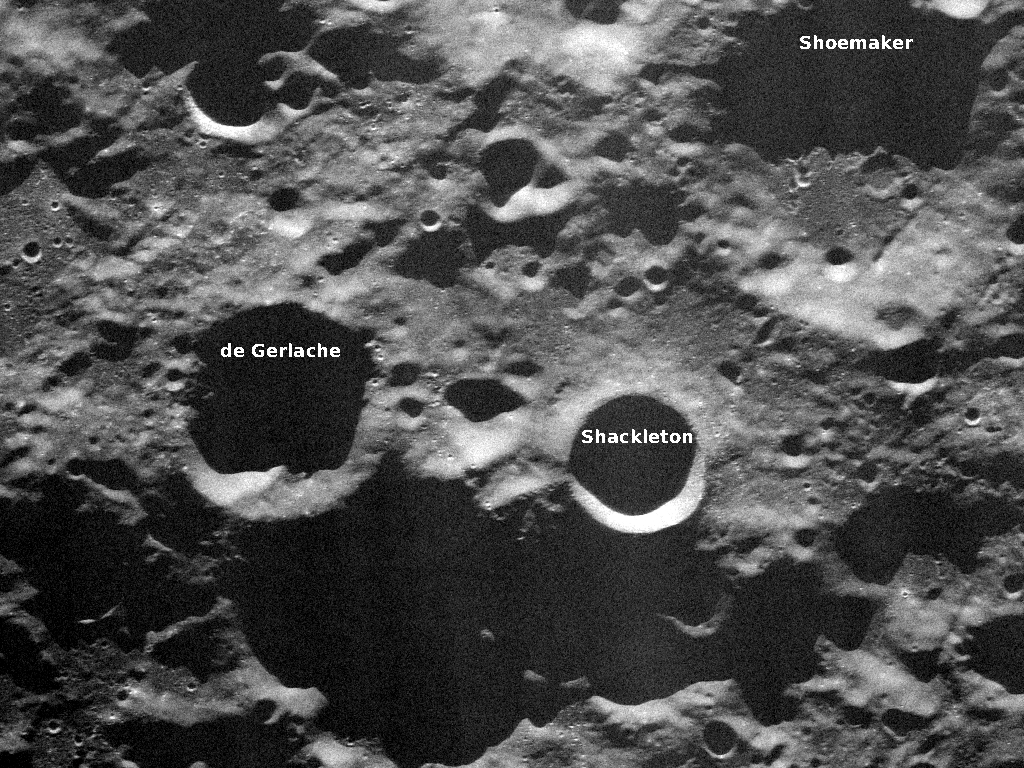
Shackleton

Kráter věčné tmy (anglicky crater of eternal darkness) je označení pro bod na povrchu tělesa sluneční soustavy (obecně ale i mimo ni), který je díky své poloze a rotaci tělesa neustále odstíněn slunečnímu svitu. 